# Banderilla (kommun)
Banderilla är en kommun i Mexiko.   Den ligger i delstaten Veracruz, i den sydöstra delen av landet, 230 km öster om huvudstaden Mexico City. Antalet invånare är 19 150. Arean är 22,2 kvadratkilometer.
Terrängen i Banderilla är kuperad norrut, men söderut är den platt.
Följande samhällen finns i Banderilla:
- Banderilla
- Xaltepec
- El Boquerón